# Ratolí marsupial de musell llarg
El ratolí marsupial de musell llarg (Murexia naso) és una espècie de marsupial de la família dels dasiúrids. Viu a Indonèsia i Papua Nova Guinea. El seu hàbitat natural són els boscos secs tropicals o subtropicals.